# André Maigre
André Maigre est un homme politique français, né le 27 juillet 1779 à Nîmes (Gard) et mort à une date inconnue.

## Biographie
Il exerçait la profession de négociant à Nîmes.

## Mandats
- Député du Gard (1815)

## Sources
- « André Maigre », dans Adolphe Robert et Gaston Cougny, Dictionnaire des parlementaires français, Edgar Bourloton, 1889-1891 [détail de l’édition]